# 北下街街道
北下街街道，是中华人民共和国河南省郑州市管城回族区下辖的一个乡镇级行政单位。
北下街街道位于管城回族区西北部，是管城回族区政府驻地，管辖范围东起紫荆山路，西至二七路，南接西大街和东大街，北临金水区，辖区面积1.24平方公里。

## 行政区划
北下街街道下辖以下地区：
新华社区、北下街社区、管城街社区、代书胡同社区、西昌社区、星月社区和北顺城街社区。

## 人口与宗教
北下街街道常住人口3万余人，流动人口2万余人，其中以回族为主的少数民族约占三分之一，是郑州市回族人口居住最为集中的地区。辖区内有两坊四座清真寺，以及一座基督教堂。

## 经济
北下街街道共有3250个法人单位、220家产业单位和2855户个体工商户。经济以商业为主，卜蜂莲花超市、光彩市场、大上海城、丹尼斯百货、郑州City大融城等商场均位于辖区内。